# Agrostis ceretana
Agrostis ceretana é uma espécie de gramínea do gênero Agrostis, pertencente à família Poaceae.